# Дипломатически мисии в Латвия
Това е списък на всички дипломатически мисси на територията на Латвия. В столицата Рига се намират 46 посолства. Много други страни имат посланици акредитирани за Латвия, като по-голямата част от тях се намират в Стокхолм, Москва, Варшава или други скандинавски столици.

## Посолства в Рига
| - Австрия - Азербайджан - Армения - Беларус - Белгия - Бразилия - България - Великобритания - Венецуела - Германия - Грузия - Гърция - Гренландия - Дания - Естония - Израел - Ирландия - Испания - Италия - Канада - Китай - Литва - Малтийски орден | - Малта - Мексико - Молдова - Нидерландия - Норвегия - Полша - Португалия - Румъния - Русия - САЩ - Словакия - Тайван - Турция - Обединени арабски емирства - Узбекистан - Украйна - Унгария - Финландия - Франция - Чехия - Швейцария - Швеция - Япония |

## Мисии
- Тайван (Тайванска мисия в Република Латвия)

## Генерални консулства
Даугавпилс
- Беларус
- Русия

Лиепая
- Русия

## Консулства
- Казахстан

## Акредитирани посолства
| - Австралия (Стокхолм) - Албания (Варшава) - Алжир (Варшава) - Ангола (Стокхолм) - Аржентина (Хелзинки) - Армения (Варшава) - Бангладеш (Москва) - Босна и Херцеговина (Копенхаген) - Бразилия (Стокхолм) - България (Варшава) - Ватикан (Вилнюс) - Венецуела (Хелзинки) - Виетнам (Москва) - Габон (Москва) - Гана (Берлин) - Гватемала (Стокхолм) - Египет (Стокхолм) - Еквадор (Стокхолм) - Салвадор (Стокхолм) - Замбия (Стокхолм) - Индия (Стокхолм) - Индонезия (Стокхолм) - Иран (Стокхолм) | - Исландия (Хелзинки) - Йордания (Хага) - Казахстан (Вилнюс) - Камбоджа (Москва) - Кипър (Стокхолм) - Киргизстан (Минск) - Колумбия (Варшава) - Коста Рика (Осло) - Кот д'Ивоар (Москва) - Куба (Хелзинки) - Кувейт (Берлин) - Ливан (Варшава) - Мавритания (Москва) - Северна Македония (Варшава) - Малайзия (Стокхолм) - Мали (Москва) - Малта (Валета) - Мароко (Копенхаген) - Мексико (Стокхолм) - Монголия (Варшава) - Непал (Москва) - Нигерия (Киев) - Нова Зеландия (Варшава) | - Пакистан (Стокхолм) - Панама (Варшава) - Парагвай (Берлин) - Перу (Хелзинки) - Румъния (Вилнюс) - Сан Марино (Сан Марино) - Северна Корея (Стокхолм) - Сирия (Варшава) - Словения (Стокхолм) - Сърбия (Стокхолм) - Тайланд (Осло) - Танзания (Стокхолм) - Тунис (Варшава) - Унгария (Талин) - Уругвай (Стокхолм) - Филипини (Стокхолм) - Хърватия (Стокхолм) - Чили (Стокхолм) - Шри Ланка (Стокхолм) - Република Южна Африка (Стокхолм) - Южна Корея (Стокхолм) |